# Colossendeis colossea

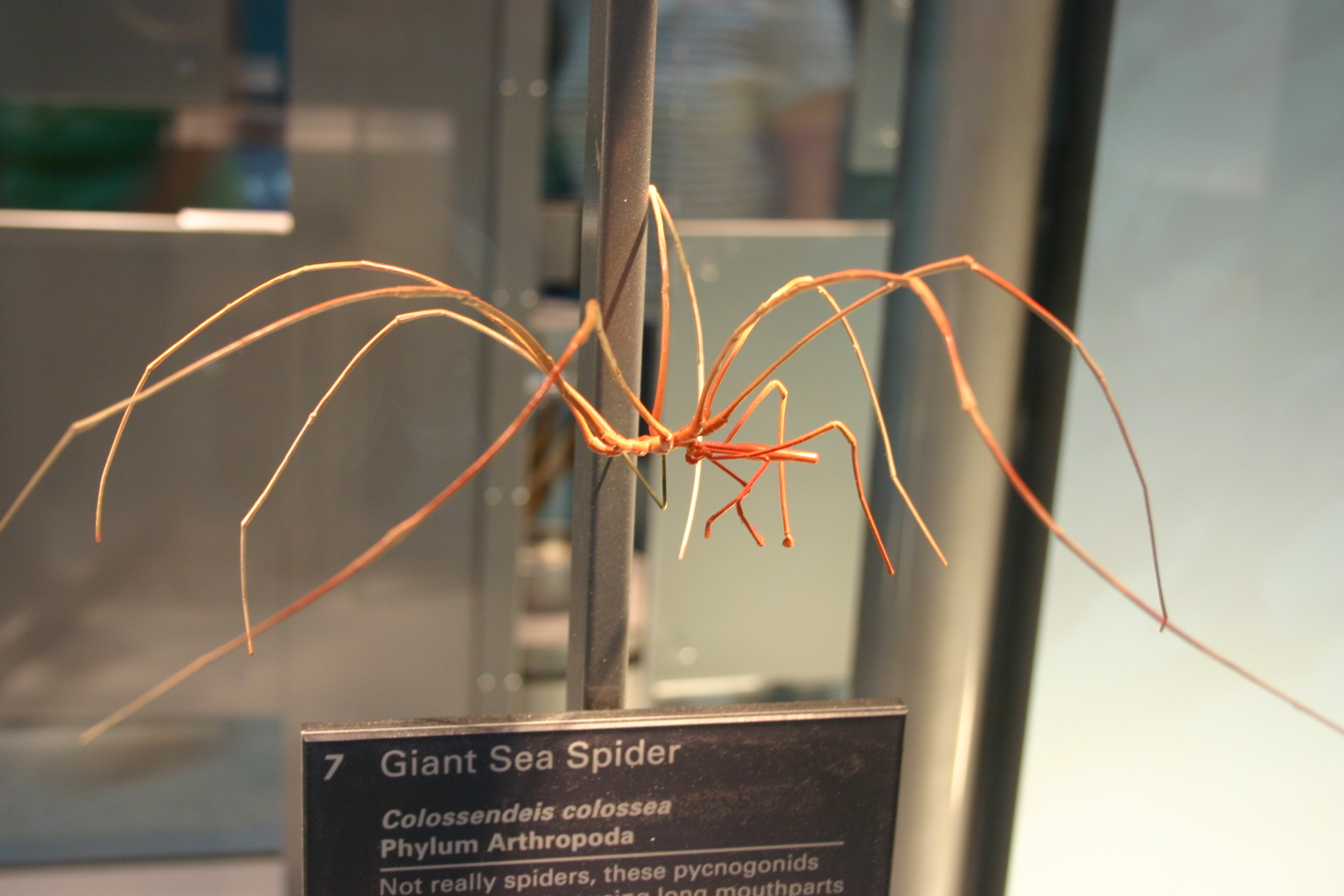
Colossendeis colossea National Museum of Natural History

Colossendeis colossea Wilson, 1881 è una specie di ragno marino (classe Pycnogonida) della famiglia Colossendeidae. La specie è stata descritta per la prima volta da Edmund B. Wilson nel 1881.

## Descrizione
È la specie di picnogonide più grande conosciuta dalla scienza, raggiungendo un'ampiezza delle zampe di 70 centimetri (28 in). La lunghezza del corpo, compresa la proboscide e l'addome, può raggiungere i 7 centimetri (2,8 in).

## Distribuzione e habitat
Colossendeis colossea è una specie abissale che abita la scarpata continentale a profondità comprese tra 420 e 5 200 metri (1 380 e 17 060 ft) m. Ha una distribuzione semicosmopolita in tutti gli oceani principali, ad eccezione dell'Oceano Artico.